# Krystal Bodie

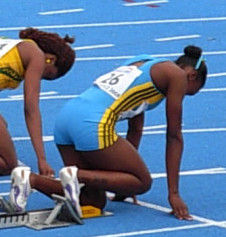
Krystal Bodie tại Giải vô địch thế giới thiếu niên 2008

Krystal Bodie (ngày 3 tháng 1 năm 1990) là một vận động viên chạy vượt rào người Bahamas, từng học tại các trường cao đẳng ở Hoa Kỳ, đặc biệt là Đại học Auburn.